# Villahoz
Villahoz ist ein Ort und eine nordspanische Landgemeinde (municipio) mit nur noch 277 Einwohnern (Stand: 2024) im Westen der Provinz Burgos in der Autonomen Gemeinschaft Kastilien-León.

## Lage und Klima
Der Ort Villahoz liegt ca. 3 km nördlich des Río Arlanza in der kastilischen Hochebene (meseta) gut 40 km (Fahrtstrecke) südwestlich der Provinzhauptstadt Burgos in einer Höhe von ca. 825 m; die historisch bedeutsame Kleinstadt Lerma ist nur knapp 16 km in südöstlicher Richtung entfernt. Das Klima ist gemäßigt bis warm; Regen (ca. 505 mm/Jahr) fällt übers Jahr verteilt.

## Bevölkerungsentwicklung
| Jahr      | 1857  | 1900  | 1950  | 2000 | 2018 |
| Einwohner | 1.053 | 1.259 | 1.060 | 401  | 309  |

Die Mechanisierung der Landwirtschaft, die Aufgabe bäuerlicher Kleinbetriebe und der damit einhergehende Verlust von Arbeitsplätzen haben seit der Mitte des 20. Jahrhunderts zu einem deutlichen Rückgang der Einwohnerzahlen geführt (Landflucht).

## Wirtschaft
Die Einwohner der Landgemeinde leben hauptsächlich von der Landwirtschaft (Ackerbau, Viehzucht und Weinbau); die Gemeinde gehört zum Weinbaugebiet Arlanza (D.O.). Seit den 1960er Jahren spielt auch die sommerliche Vermietung von Ferienhäusern (casas rurales) eine gewisse wirtschaftliche Rolle.

## Geschichte
Über die Ursprünge des Ortes ist so gut wie nichts bekannt. Keltische, römische, westgotische und selbst maurische Spuren fehlen. Im frühen 10. Jahrhundert wurde die Gegend von den Christen unter der Führung von König Alfons III. zurückerobert (reconquista) und anschließend neu- oder wiederbesiedelt (repoblación); in dieser Zeit entstand wahrscheinlich der Ort. Am 25. März 1608 verkaufte Philipp III. die Grundherrschaft (señorio) über Villahoz und mehr als 300 weitere Orte in der Umgebung an Francisco Gómez de Sandoval y Rojas, den Herzog von Lerma.

## Sehenswürdigkeiten

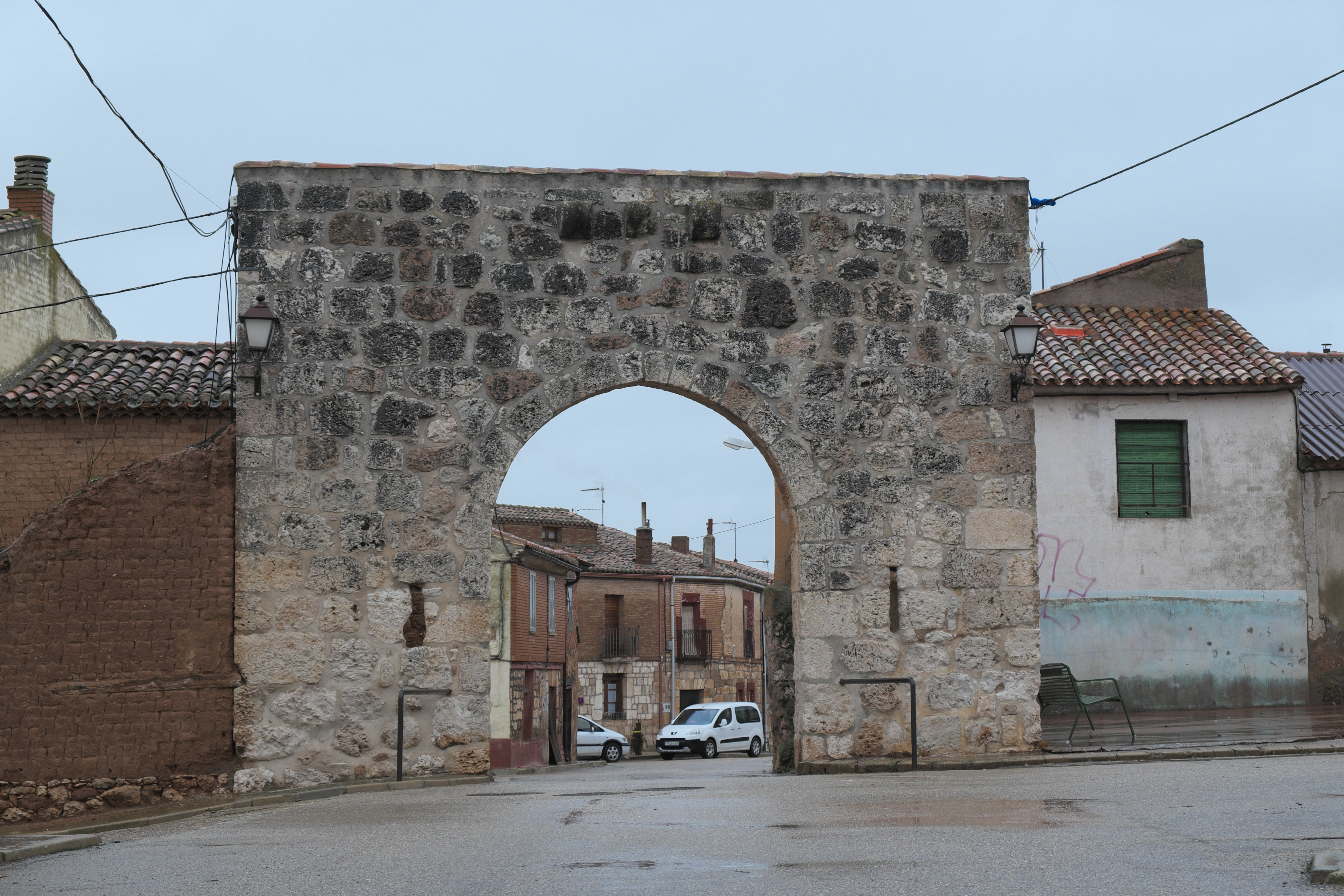
Villahoz – Stadttor

- Die der Himmelfahrt Mariens geweihte Iglesia de la Asunción de Nuestra Señora ist eine dreischiffige Hallenkirche des 16. Jahrhunderts, die an der Stelle eines mittelalterlichen Vorgängerbaus errichtet wurde. Bedeutendster Bauteil ist das Südportal mit einem Francisco de Colonia zugeschriebenen figürlich gestalteten Tympanon aus der Zeit um 1510; es zeigt die Szene der Beweinung Christi. Im von Sterngewölben überspannten Inneren der Kirche befinden sich mehrere imposante barocke Altarretabel (retablos); selbst die beiden östlichen Rundpfeiler sind aufwändig verkleidet.[6][7]
- Auf einem abgetreppten Rundsockel unmittelbar neben dem Südquerhaus steht eine schlanke spätgotische Gerichtssäule (rollo).
- Viele Häuser des Ortes zeigen noch ihre Grundmauern aus Natursteinen, über denen sich oft genug Wände aus Lehmziegeln erhoben.
- Ein schmuckloses Stadttor erinnert an das ehemalige Vorhandensein einer Stadtbefestigung.

Umgebung
- Etwa 2 km in Richtung Burgos steht die im 18. Jahrhundert erbaute Ermita de Nuestra Señora de Madrigal, die noch über eine romanische Apsis verfügt. Die Kapelle erinnert an die wundersame Auffindung einer Marienstatue.[8]